# Seznam odrůd hrušek
Následující seznam odrůd hrušek zahrnuje především odrůdy a variety hrušně obecné a hrušně plané, které jsou (nebo byly) pěstovány na území České republiky. Seznam není kompletní.
| Název                 | Obrázek              | m [g] | Kategorie          | Původ        | Rok  | Galerie                                            | Popis |
| --------------------- | -------------------- | ----- | ------------------ | ------------ | ---- | -------------------------------------------------- | --- |
| Abate fetel           | Abate fetel          |       |                    |              |      |                                                    | |
| Alfa                  |                      |       |                    |              |      |                                                    | |
| Alice                 |                      |       |                    |              |      |                                                    | |
| Amanliská             | Amanliská            |       |                    | Francie      |      |                                                    | Stará odrůda, středně velké plody. |
| Amfora                |                      |       |                    |              |      |                                                    | |
| Ananaska courtrayská  | Ananaska courtrayská |       |                    |              |      |                                                    | |
| Ananaska česká        |                      |       |                    | České země   |      |                                                    | popsal a pěstoval P. M. Rössler (1754-1829), střední plody, vhodná k sušení a přímé konzumaci |
| Anglická bergamotka   |                      |       |                    |              |      |                                                    | |
| Angoulémská           | Angoulémská          |       | čáslavky           |              |      |                                                    | [ 1 ] |
| Armida                |                      |       |                    |              |      |                                                    | |
| Astra                 |                      |       |                    |              |      |                                                    | |
| Avranšská             | Avranšská            |       | ruselety           | Francie      |      |                                                    | Středně- až velkoplodá stolní odrůda, jemná až máslovitá dužnina. |
| Belle Angevine        |                      |       | vařivky podlouhlé  |              |      |                                                    | [ 1 ] |
| Beta                  |                      |       |                    |              |      |                                                    | Vyšlechtěna v ČR, registrována v roce 1995, původně bylo šlechtění zahájeno ve VŠÚO Holovousy, později dokončeno ve šlechtitelské stanici v Těchobuzicích.                                                                            |
| Blanka                |                      |       |                    |              |      |                                                    | |
| Bodra                 |                      |       |                    |              |      |                                                    | Vyšlechtěna v ČR, registrována v roce 2003, původně bylo šlechtění zahájeno ve VŠÚO Holovousy, později dokončeno v Těchobuzicích. |
| Bohemica              |                      |       |                    |              |      |                                                    | |
| Bojnická jesenná      |                      |       |                    |              |      |                                                    | Vyšlechtěna na Slovensku v roce 2002, ve Výskumnom ústave ovocných a okrasných drevín v Bojnicích. |
| Boscova lahvice       | Boscova lahvice      |       | lahvice            | Belgie       |      | Kategorie „Bosc (pear)“ na Wikimedia Commons       | Velkoplodá podzimní odrůda z počátku 19. století. Velmi šťavnatá máslovitá dužina znamenité chuti. |
| Clappova              | Clappova máslovka    |       |                    | USA          | 1860 |                                                    | Vyšlechtěna před rokem 1860, semenáč odrůdy Hájenka. Plod střední až velký, šťavnatá, máslovitá, k přímé spotřebě a kompotování. |
| Červencová            |                      |       |                    |              |      |                                                    | |
| Decora                |                      |       |                    |              |      |                                                    | |
| Děkanka červencová    |                      |       | polobergamotky     |              |      |                                                    | [ 1 ] |
| Děkanka Robertova     |                      |       |                    |              |      |                                                    | Vyšlechtěna v Francii v roce 1849. |
| Dicolor               |                      |       |                    |              |      |                                                    | |
| Dielova               | Dielova              |       |                    |              |      |                                                    | Raně zimní, velké baňaté zakulacené plody s tuhou slupkou, která v době zralosti žloutne Synonymum 'Kočičí hlava'. |
| Dita                  |                      |       |                    |              |      |                                                    | |
| Drouardova            | Drouardova           |       |                    |              |      |                                                    | Zimní odrůda, velké nepravidelně zvonovité až baňaté plody, slupka až kožovitá, chuť nasládle navinulá, velmi dobrá. |
| Dvorní                |                      |       |                    |              |      |                                                    | |
| Elektra               |                      |       |                    |              |      |                                                    | Vyšlechtěna v Německu v Pilznitz. |
| Eliška                |                      |       |                    |              |      |                                                    | |
| Erika                 |                      |       |                    |              |      |                                                    | Vyšlechtěna v ČR, registrována v roce 2003. |
| Esperenova bergamotka | Esperenova           |       | bergamotky         |              |      |                                                    | [ 1 ] |
| Esperenova máslovka   |                      |       |                    |              |      |                                                    | |
| Forelle (Pstružka)    | Forelle              |       |                    |              |      | Kategorie „Forelle (Pear)“ na Wikimedia Commons    | |
| Giffardova            |                      |       |                    |              |      |                                                    | |
| Gracie                |                      |       |                    |              |      |                                                    | Vyšlechtěna v ČR v roce 2004 ve šlechtitelské stanici v Těchobuzicích. |
| Grosdemange           |                      |       |                    |              |      |                                                    | |
| Hardenpontova         | Hardenpontova        |       |                    |              |      |                                                    | Zimní velkoplodá odrůda baňatého až kdoulovitého tvaru, silná slupka se rzivými velkými lenticelami, dužnina jemná, ve vyšších polohách kaménčitá.                                                                                    |
| Hardyho               | Hardyho              |       | máslovky           | Francie      | 1820 |                                                    | Velkoplodá podzimní odrůda výborné chuti, synonyma Gellertova máslovka, Hardyho máslovka, rzivá. |
| Hájenka               | Hájenka              |       |                    |              |      |                                                    | rodič Clappovy máslovky |
| Hýle                  |                      |       |                    |              |      |                                                    | Krajová odrůda Bílých Karpat, zraje v září, vhodná k sušení, plody pozvolna přecházejí ve stopku. |
| Holenická             |                      |       |                    |              |      |                                                    | |
| Charneuská            | Charneuská           |       |                    | Belgie       |      |                                                    | Stará podzimní odrůda, střední plody. Obvykle zelená slupka, dužnina nažloutlá, jemná a velmi chutná. |
| Jačménka              |                      |       |                    | Bílé Karpaty |      |                                                    | Synonymum Majdalenka (pravděpodobně odlišná od Magdalenky popsané níže). Odrůda Bílých Karpat používaná na sušení a výrobu hruškovice. Zraje červenec až srpen.                                                                       |
| Jakubka česká         | Jakubka              |       | kořenité           |              |      |                                                    | [ 1 ] |
| Jana                  |                      |       |                    | Česko        | 1995 |                                                    | Zimní odrůda. Původ: křížení odrůd Boscova lahvice a Drouardova, registrace odrůdy v roce 1995, velké, vypuklé a baňaté plody, plody nasládlé chuti, výrazně šťavnaté, konzistence měkká, jemná, máslovitá.                           |
| Konference            | Konference           |       | lahvice            | Anglie       |      | Kategorie „Conference (pear)“ na Wikimedia Commons | pochází z 19. století, střední až větší plody, šťavnaté, protáhlé |
| Kongresovka           | Kongresovka          |       | čáslavky           |              |      |                                                    | Velké baňaté plody často s červeným líčkem. |
| Koporečka             |                      |       | máslovky           |              |      |                                                    | Zimní odrůda, střední vejčité plody, dužnina šťavnatá, máslovitá, chuť sladká, muškátovitá. |
| Kozačka štuttgartská  |                      |       |                    |              |      |                                                    | |
| Krvavka velká         |                      |       |                    |              |      |                                                    | Stará skupina dlouhověkých hrušní s načervenalou dužinou, střední sladké plody. |
| Krassanská            | Krassanská           |       | bergamotky         |              |      |                                                    | [ 1 ] |
| Křivice               |                      |       | lahvice            |              |      |                                                    | [ 1 ] |
| Lucasova              | Lucasova             |       |                    |              |      |                                                    | Zimní, plod velký hladký, kuželový , zelená tečkovaná slupka, chuť sladká, příjemně natrpklá. |
| Madame Verté          | Madame Verté         |       |                    | Belgie       |      |                                                    | Stará zimní odrůda se středními šťavnatými plody. Slupka drsná, tuhá, rzivá, dužnina žlutobílá až narůžovělá, chuť sladká, kořenitá.                                                                                                  |
| Magdalenka            | Majdalenka           |       | polomáslovky       | Orleans      | 1628 |                                                    | synonymum Magdalenka, Citronka, Margaretka, Markytka, Pražka, Ranička, Zelinka, malé až střední plody. Přímý konzum, sušení, destiláty, víno.                                                                                         |
| Máslovka římská       |                      |       |                    |              |      |                                                    | |
| Medůvky               |                      |       |                    | Bílé Karpaty |      |                                                    | Odrůda Bílých Karpat, zraje září-říjen, velmi chutná, vhodná k sušení. |
| Merodova              |                      |       |                    | Belgie       |      |                                                    | Stará odrůda se středními plody, synonymum Filipka. Bílá hrubší dužina, šťavnatá. |
| Muškatelka letní      |                      |       | muškatelky         | České země   |      |                                                    | menší až střední plody, šťavnaté, navinule sladké, kořenité, strom odolný |
| Muškatelka šedá       |                      |       | muškatelky         |              |      |                                                    | [ 1 ] |
| Muškatelka turecká    |                      |       | muškatelky         |              |      |                                                    | [ 1 ] |
| Nagevicova            |                      |       | dobré hrušky       | Evropa       |      |                                                    | Francouzská či Italská drobnoplodá aromatická odrůda známá již v 16. století, vhodná i do vyšších poloh, synonyma: Piksla, Piksálka, Blanketka                                                                                        |
| Naši                  | Naši                 | 122   |                    | Čína         |      | Kategorie „Pyrus pyrifolia“ na Wikimedia Commons   | více v samostatném článku |
| Normandská            |                      |       | mestnice kulaté    |              |      |                                                    | [ 1 ] |
| Oharkula              |                      |       |                    | Bílé Karpaty |      |                                                    | Odrůda Bílých Karpat, svislé pruhování, zraje v srpnu, výroba kompotů, sušení. |
| Olivier de Serres     |                      |       | bergamotky         |              |      |                                                    | [ 1 ] |
| Packhamova            | Packhamova           |       |                    |              |      | Kategorie „Packham's Triumph“ na Wikimedia Commons | Zimní odrůda, skladovatelná do konce ledna, slupka žlutozelená, šťavnatá bílá dužina, navinule sladká, aromatická. |
| Pařížanka             | Pařížanka            |       |                    |              |      |                                                    | Zimní odrůda, slupka zelená a tuhá až kožovitá, šťavnatá nažloutá dužina sladké chuti. |
| Pastornice            | Pastornice           |       | zelené dlouhé      | Francie      | 1760 |                                                    | Zimní odrůda, střední až velké plody, vhodná k uložení. Dužnina nažloutlá, hutná sladce navinulé chuti. |
| Předobrá              |                      |       |                    |              |      |                                                    | |
| Psíkova               |                      |       |                    | Bílé Karpaty |      |                                                    | Odrůda Bílých Karpat, zraje září-říjen, výroba moštů a křížal. |
| Polnička              | Polnička             |       |                    |              |      | Kategorie „Pyrus pyraster“ na Wikimedia Commons    | hrušeň planá, původní na českém území |
| Pouiteaova            | Polnička             |       | zelené dlouhé      |              |      |                                                    | [ 1 ] |
| Praskula              |                      |       |                    | Bílé Karpaty |      |                                                    | Synonymum Vinohradská, Dule, střední plody, výroba povidel a destilátů. Krajová odrůda Bílých Karpat. |
| President mas         |                      |       | zelené dlouhé      |              |      |                                                    | [ 1 ] |
| Radana                |                      |       |                    |              |      |                                                    | |
| Salisburyova          |                      |       | lahvice            |              |      |                                                    | Plodem podobná Boscově lahvici, ale méně se u stopky zužuje. Jemná dužnina se sladce kořenitou chutí. Podzimní odrůda. |
| Solanka               |                      |       |                    |              |      |                                                    | Střední protáhlé plody zúžené ke stopce. |
| Solnohradka           |                      |       | kořenité           |              |      |                                                    | Synonyma: Salcburka, Cibulka, Fíkovka, Červinka. Malý plod, nelze skladova, k přímé konzumaci, sušení, povidla. |
| Sterkmanova           | Sterkmanova          |       | polomáslovky       | Belgie       | 1820 |                                                    | Středněplodá zimní odrůda, slupka zelená, později žlutá s hustým tečkováním, nažloutlá lehce zrnitá dužina. |
| Sůkeničky             |                      |       |                    | Bílé Karpaty |      |                                                    | Odrůda Bílých Karpat, zraje srpen-září, k přímé konzumaci. |
| Šídlenka              |                      |       |                    | Morava       |      |                                                    | Stará odrůda, snad z Moravy, synonyma: Šidla, Štigelmarka, Ovesnička, menší až střední plody k přímé konzumaci, kompotování a sušení                                                                                                  |
| Špinka                |                      | 80    |                    | Francie      |      |                                                    | Synonyma: Šedá letní, Šedaně, Smolnice, Smolivka, Šedivka, Máslovka šedá letní, Cikánka, Koženka, Václavka, Škaredka. Malý až střední plod vhodný k sušení, zavařování, na povidla, výrobu vína a destilátů. Skladovatelný dva týdny. |
| Theilerova            |                      |       | mestnice podlouhlé |              |      |                                                    | [ 1 ] |
| Thirriotova           |                      |       |                    | Francie      | 1858 |                                                    | středně velké plody |
| Vinohradská           |                      |       |                    | Bílé Karpaty |      |                                                    | synonymum Praskule, střední plody, výroba povidel a destilátů |
| Williamsova           | Williamsova          |       | čáslavky           | Anglie       |      | Kategorie „Williams (pear)“ na Wikimedia Commons   | Velmi stará velkoplodá letní odrůda vhodná k přímé konzumaci, kompotování a pálení, synonymum Barlettova. |
| Windsorská            |                      |       | dobré hrušky       |              |      |                                                    | [ 1 ] |
| Zelinka chlumecká     |                      |       |                    |              |      |                                                    | |